# 海南医療センター
海南医療センター（かいなんいりょうセンター）は、和歌山県海南市日方1522番地1にある医療機関。海南市病院事業の設置等に関する条例により設置された市立の病院である。

## 沿革
- 1939年（昭和14年）8月 - 海南診療所が開院[1]。
- 1946年（昭和21年）8月 - 海南市民病院に名称変更[1]。
- 1957年（昭和32年）8月 - 総合病院として承認される[1]。
- 1964年（昭和39年）4月 - 准看護師養成学校が開校[1]。
- 1964年（昭和39年）8月 - 救急病院として指定を受ける[1]。
- 1979年（昭和54年）3月 - 准看護師養成学校が閉校[1]。
- 2004年（平成16年）2月 - 公営企業法全部適用[1]。
- 2011年（平成23年）- 移転先病院新築開始[1]。
- 2013年（平成25年）3月 - 海南市日方1272番地3から海南市日方1522番地1へ新築移転[1]。同時に海南医療センターに改称[1]。

## 診療科
- 内科
- 小児科
- 外科
- 整形外科
- 泌尿器科
- 皮膚科
- 婦人科
- 眼科
- 耳鼻咽喉科
- 麻酔科

## 医療機関の指定・認定

### 施設認定
出典
| 日本消化器病学会認定施設               | 日本肝臓学会認定施設                                       |
| 日本外科学会外科専門医制度修練施設     | 日本消化器外科学会専門医制度関連施設                       |
| 日本整形外科専門医研修施設             | 日本リウマチ学会教育施設                                   |
| 日本皮膚科学会認定専門医研修施設       | 日本泌尿器科学会専門医関連教育施設                         |
| 日本眼科学会専門医制度研修施設         | 和歌山県の肝疾患に関する専門医療機関指定医療機関           |
| 和歌山県立医科大学医学部の臨床実習病院 | 和歌山県立医科大学卒後臨床研修センターの協力型臨床研修病院 |
| 日本消化器内視鏡学会認定施設           | 日本血液学会認定専門研修教育施設                           |

### 診療指定等
出典
| 健康保険法                     | 国民健康保険法                                           |
| 高齢者の医療の確保に関する法律 | 生活保護法                                               |
| 労働者災害補償保険法           | 感染症の予防及び感染症の患者さまに対する医療に関する法律 |
| 母体保護法                     | 身体障害者福祉法                                         |
| 母子保健法（養育医療）         | 原子爆弾被爆者の医療等に関する法律                       |
| 船員保険法                     | 救急告示                                                 |

## 交通アクセス
- JRきのくに線海南駅より徒歩約5分。
- 和歌山バス 海南医療センター前バス停下車
- 海南市コミュニティバス 海南医療センターバス停下車